# Bloody Roar Extreme
Bloody Roar Extreme, o Bloody Roar: Primal Fury como se conoce fuera de su lanzamiento de Japón para GameCube, es un videojuego de lucha desarrollado por Eighting lanzado en 2002 para GameCube. Más tarde fue portado al Xbox bajo el apodo original Bloody Roar Extreme en 2003.

## Jugabilidad
Cada personaje tiene un conjunto de movimientos extendidos a través de un botón de puñetazo, patada, bestia y bloque, que también se usa para lanzamientos. Los movimientos especiales se realizan principalmente utilizando movimientos de cuarto de círculo o medio círculo y un botón de cara, aunque existen varias excepciones. Los ataques se pueden bloquear con un protector de luz, realizados no presionando hacia adelante o hacia atrás, o una protección pesada manteniendo retrospectiva o el botón de bloque. Varios ataques en el juego pueden abrirse paso y escalonar a los oponentes usando un bloque de luz. Varios personajes también tienen mostradores de bloques de luz, que funcionan contra ciertos golpes y patadas de nivel alto o medio.
Los jugadores comienzan cada pelea con una barra de vida completa y un medidor de bestias, lo que les permite transformarse en un luchador medio animal más fuerte. Este medidor se llena a medida que el jugador realiza movimientos o es atacado. Se llena con una barra azul, lo que indica que el jugador no puede cambiar a la forma de la bestia, o una barra amarilla con las palabras "¡Bestia Cambio!" Apareciendo por encima de él, lo que significa que el jugador puede transformarse. Mientras que en forma de bestia, tanto la barra de vida como el calibre de la bestia se agotan. Una barra de vida vacía resulta en un nocaut, pero vaciar el calibre de la bestia y derribar al oponente los vuelve a la forma humana. Además, vuelve el medidor de la bestia a la barra azul, evitando que se transformen nuevamente hasta que se vuelva a rellenar.
Mientras está en forma de bestia, el jugador gana varios efectos, como:
- Un conjunto adicional de movimientos, realizado con el botón Beast.
- Daño mayor para los ataques.
- El 30 por ciento de cualquier daño recibido puede regenerarse, que se muestra como una barra azul que se extiende desde la barra de vida.
- Acceso a unidades de bestias, poderosos ataques cinematográficos exclusivos de cada personaje que causan una gran cantidad de daño. Cada personaje tiene al menos dos. Los personajes vuelven a la forma humana, ya sea que la bestia impulse o no. Los unidades de bestias perdidas tienden a reponer un poco de salud.
- Puntos de cancelación adicionales, lo que permite que parte de un movimiento pase rápidamente a otro.
- Varios efectos adicionales. Por ejemplo, los efectos de algunos lanzamientos (por ejemplo, daño, posición en relación con el oponente, el potencial combinado) cambian. La forma de la bestia de Alice aumenta enormemente su altura de salto. Los ataques regulares de Bakuryu incluyen cortes de garra.
- Diferentes animaciones de victoria, si el jugador permanece en forma de bestia a medida que termina la pelea.

Los jugadores también pueden ingresar a una versión más fuerte y más rápida de la forma de bestia llamada Hyper Beast por un corto período de tiempo, mostrado por el medidor de la bestia que drena lentamente, antes de volver a la forma humana. Mientras que en las entradas anteriores se requería un medidor de bestia completa para hacer esto, en extremo se puede acceder a esta forma en cualquier momento. Sin embargo, involucrar esta forma con una barra menos que llena drenará parte de la barra de vida del personaje. Mientras que en forma de hiper bestia:
- El temporizador se congela.
- Los puntos de cancelación aumentan enormemente, lo que permite secuencias de ataques más rápidas e impredecibles.
- Las unidades bestias no reveren un carácter a la forma humana, a menos que el medidor de bestia se vacíe.
- Cualquier daño recibido se recupera más rápido que en forma regular de bestia.

Entre las rondas se conserva el estado de cada personaje y su medidor de bestias. Por ejemplo, si un personaje termina una ronda en forma de bestia con un medidor de bestia casi vacío, comenzará la próxima ronda de esa manera.
Los modos de juego de Extreme incluyen Arcade, versus y modo de entrenamiento, así como:
- Ataque de tiempo: termine el modo Arcade lucha lo más rápido posible.
- Supervivencia: gane tantas peleas como sea posible en una fila contra oponentes de la computadora, ganando ligeras recargas de la vida al ganar partidos rápidamente.
- Batalla del equipo: elija entre tres y cinco personajes y luchar contra equipos opuestos, cambiando de personaje a medida que cada uno es noqueado. Este modo tiene un equivalente multijugador.[8][9]

## Historia
Con las relaciones de zoanto humano aún inestables, un lugar llamado reino de Zoanthropes se basa para ayudar a terminar con la opresión y el conflicto. Aproximadamente el 80 por ciento de sus residentes son Zoanthropes, aunque tanto zoanthropes como humanos se consideran iguales. Sin embargo, esta nueva tierra depende en gran medida de los soldados y mercenarios de Zoanthrope como fuente de ingresos, vendiendo su servicio a varios países extranjeros. Los rumores también persisten en que el reino está llevando a cabo algún tipo de experimentos sobre zoanthropes, todo mientras que algunos ciudadanos se oponen a su gobierno autoritario, amenazando el ideal de paz para todos los zoantropes. En un esfuerzo por demostrar la fuerza de sus mercenarios a las potencias extranjeras y capacitar a soldados adicionales, el reino celebra un torneo de lucha de zoanthrope, con el ganador ganando el título de "zoantrope más fuerte" y un gran premio en efectivo.

## Desarrollo
El desarrollo de Extreme comenzó poco después de que se completó  'Roar 3' '. Si bien las entradas anteriores en la serie estaban en consolas Sony, se tomó la decisión de mudarse a GameCube de Nintendo principalmente debido a sus especificaciones de hardware. Dirección Kenji Fukuya citó las capacidades de iluminación y sombreado en particular como razones por las que Extreme podría convertirse en el juego de "rugido sangriento" más atractivo. Sin embargo, si bien GameCube es capaz de mostrar juegos con escaneo progresivo, esta característica finalmente no se incluyó.
Extreme incluye siete nuevas arenas y tres niveles remodelados de  Bloody Roar 3 . Además, todos los personajes tienen diferentes modelos de caracteres. Si bien los controles siguen siendo los mismos, algunos personajes tienen conjuntos de movimientos y combos ligeramente alterados para que los jugadores no tengan que presionar dos botones de cara al mismo tiempo.
Aunque Fukuya afirmó en una entrevista anterior que Extreme "siempre estuvo destinado a GameCube", un port para Xbox se lanzó aproximadamente un año después. Si bien aparentemente era el mismo juego, la versión para Xbox cambió las escenas animadas del principio y el final del juego por otras generadas por computadora creadas por un equipo independiente de animadores. Además, un personaje oculto que anteriormente solo era accesible en la versión japonesa (Fang, el Lobo, un personaje del manga de Bloody Roar) Se mantuvo en los lanzamientos de Norteamérica y Europa.
La versión de Gamecube es compatible con versiones anteriores de Wii, mientras que la versión de Xbox es incompatible con Xbox 360.

## Recepción
La versión de GameCube recibió "críticas generalmente favorables", mientras que la versión de Xbox recibió críticas "mixtas", según el sitio web agregador de reseñas Metacritic. En Japón, Famitsu le dio a la versión de la consola anterior una puntuación de 32 sobre 40.
Greg Kasavin de GameSpot dijo sobre la accesibilidad de la versión de GameCube: "no estarías mintiendo si intentaras asegurarles que es fácil entrar y ser bueno en Bloody Roar: Primal Fury". En cuanto al uso del mando de GameCube, señaló que "aún no se sabe si el mando de GameCube será bueno para otros juegos de lucha, pero es perfecto para Bloody Roar: Primal Fury". Matt Casamassina de IGN elogió el sistema Beast Gauge del juego en la primera reseña del sitio web, describiéndolo como "una cuidadosa danza de saber cuándo cambiar y cuándo quedarse quieto, y por lo tanto profundiza la experiencia de lucha. Es un desafío, sin duda, se configura intuitivamente y es muy divertido". En cuanto a los controles, agregó: "La configuración de los controles, que siempre ha sido cuestionada con el pad de GameCube, funciona triunfalmente ya sea que uno elija usar el joystick analógico o el D-Pad, que es ciertamente de tamaño pequeño".
Las reseñas a menudo criticaban el diseño de sonido y la simplicidad del juego. Kasavin dijo que la banda sonora del juego, "que consiste en riffs de guitarra completamente poco cool, es quizás una combinación adecuada para sus diseños de personajes con influencia de anime, aunque también puede volverse bastante irritante". Casamassina se hizo eco del sentimiento, diciendo que el diseño de sonido del juego "cae en algún lugar entre la media y '¿por qué están usando este riff de guitarra de los 80?' De hecho, algunas de las selecciones musicales son francamente antiguas, con un sonido polvoriento que solo se podría usar hoy en día en un luchador 3D japonés o una actualización de Sonic the Hedgehog". Kasavin agregaría "si alguna vez te has preguntado a qué se refiere realmente la expresión peyorativa "machacabotones", lo descubrirás cuando juegues Bloody Roar: Primal Fury", diciendo que en general Primal Fury "no es tan bueno como cualquiera de las últimas entregas de la serie de juegos de lucha en 3D más importante que existen, aunque es totalmente competente y bastante atractivo en algunos aspectos". formas." Star Dingo de GamePro dijo sobre el juego, "Como el único luchador 'tradicional' real disponible para el 'Cube (no, Super Smash Bros. Melee no cuenta), funciona bien por ahora, aunque probablemente no pasará mucho tiempo antes de que desees que Soul Calibur 2 [sic] estuviera aquí".
Sobre el cambio de escenas animadas a generadas por computadora para la versión de Xbox, Kasavin dijo: "Por alguna razón, Bloody Roar Extreme reemplaza la introducción y el final de anime de Primal Fury con escenas de video generadas por computadora pre-renderizadas que se ven bien en el mejor de los casos. Los gráficos del juego de Bloody Roar son en realidad mejores..." Otros críticos afirmaron que el sistema de lucha comenzaba a sentirse obsoleto, el cambio gráfico y la adición de algunos movimientos y personajes nuevos no fue suficiente para diferenciarlo de las entregas anteriores, y Hudson necesitaba dejar de reciclar material de títulos más antiguos.